# Edelmaräne
Die Edelmaräne (Coregonus nilssoni) ist ein Süßwasserfisch aus der Unterfamilie Coregoninae. Er ist in Nordeuropa, dem Baltikum und in Polen verbreitet.

## Merkmale
Die Edelmaräne weist, wie auch die meisten anderen Maränen, eine heringsartige Gestalt sowie auch eine Fettflosse auf. Sie verfügt des Weiteren über eine Vielzahl silbriger Rundschuppen und erreicht höchstens eine Länge von 38 Zentimetern.

## Verbreitung
Das natürliche Verbreitungsgebiet der Edelmaräne liegt in den Seen des westlichen Baltikums, in Schweden, dem Süden Norwegens, Dänemark sowie Polen. In vielen Gewässern des früheren Ostpreußens ist sie heute durch Besatzmaßnahmen weit verbreitet.

## Lebensweise und Fortpflanzung
Die Edelmaräne lebt pelagisch und ernährt sich vorwiegend von Zooplankton. Sie laicht im Winter, von November bis März, in den Uferregionen der Seen im Freiwasser und geht dabei nicht tiefer als 10 Meter.

## Nutzung und Gefährdung
Die Edelmaräne wird als Speisefisch geschätzt. Sie ist in der Roten Liste der IUCN unter „Least Concern“ aufgeführt.